# Рудня (град)
Рудня (на руски: Рудня) е град в Русия, административен център на Руднянски район, Смоленска област. Населението на града към 1 януари 2018 година е 9484 души.

## История
Селището е упоменато през 1363 година, през 1926 година получава статут на град.